# Стадион Тропикал парк
Стадион Тропикал парк (енгл. Tropical Park Stadium) је вишенаменски стадион са 7.000 седишта који се налази у Олимпија Хајтс, близу Мајамија, Флорида, САД, отворен је 1979. године. Стадион се налази у Тропикал парку и домаћи је терен фудбалским клубовима „ФК Мајами Дејд” и „ФК Мајами Сити”. Такође, многи локални средњошколски фудбалски тимови користе га као свој домаћи терен. То је такође био домаћи терен до 2016. године бившег фудбалског клуба „ФК форт Лодердејл страјкерс” из Мајамија тада члана прве дивизије УСЛ.
Вишенаменски стадион има атлетску стазу и травнати терен који се користи за фудбал, амерички фудбал, рагби и друге разне спортове.
Тропикал Парк је био домаћин утакмица током Конкакафовог Златног купа у фудбалу за жене 2006.

## Историја
Историјски значај Тропикал парка произилази из његове локације на земљишту некадашње „тркачке стазе Тропикал парк”. Тркачка стаза Тропикал парк отворена је децембра 1931. године и затворена у јануару 1972. године, после 40. година постојања. Тркачка стаза Тропикал парк је била део стазе Јужне Флориде заједно са Хјале парком и Голфстрим парком.
Округ Мајами-Дејд је купио имање 1976. године и претворио објекат у јавни парк са пратећим теренима и стадионом 1979. године. Као признање за своју историјску везу са коњима и индустријом коњских трка, данас у комплексу Тропикал парка се налази „коњички центар Роналд Реган”. Коњички центар Тропског парка угошћује преко тридесет националних и међународних „Пасо Фино Флориде” изложбе коња, укључујући престижни „Спектрум Интернешнал”.
Тропикал парк комплекс лежи на 283,2 хектараод тога има 4,4 хектара под боровином који је заштићен програмом за еколошки угрожено земљиште (ЕЕЛ), осмишљен 2005. године. 
Откуп земљишта 1974. године, кроз програм обвезница Декаде напретка, износила је око 12. милиона долара 1974. Ово је укључивало земљиште и многе већ постојеће структуре. Комплекс стадиона вредан 3. милиона долара укључивала је покривену трибину од 4.500 седишта и отворену преносиву трибину са 4.000 седишта која се сматра највећом преносивом трибином у земљи. Главна наткривена трибина је првобитно била стара трибина на тркачкој стази, реновирана за коришћење у комплексу стадиона за приближно 1,2 милиона долара. Поред врхунских фитнес зона, тениских и атлетских садржаја, међу многа недавна побољшања у целом парку је потпуна реновација његових четири бејзбол терена, укључујући обнављање глине у пољу, побољшање дренаже, и реградирање вантеренског простора на стадиону. Ово побољшање је направљено у партнерству са „Мајами марлинсима”, професионалним бејзбол тимом. Најновији објекат у оквиру Тропикал парка је Вестчестер културал артс центар, вишенаменски рекреативно-културни објекат.

## Активности на Тропикал парку[5]
- Бејзбол
- Кошарка
- Изградња корпоративноих екипа
- Риболов
- Рекетбол
- Фудбал
- Бејзбол − Мека лопта
- Тенис
- Атлетске дисциплине